# Train Simulator 九州新幹線
Train Simulator 九州新幹線（トレインシミュレーター きゅうしゅうしんかんせん）は2004年に音楽館から発売されたPlayStation 2用鉄道運転シミュレーションゲーム。
『Train Simulatorシリーズ』の一作で、総合プロデューサーは向谷実。

## 概要
- 2004年3月13日の開業から約2ヶ月後、通信販売では同年5月31日、一般発売では2005年9月29日に発売、同時に九州新幹線のメイキング映像の特典DVDが付く。今回の作品はシリーズ初の新幹線路線であり、在来線つばめ編では鉄道シミュレーターとして初の女性運転士が登場。さらに開業以降に運行中止となった八代～水俣間、九州新幹線で採用された向谷作の発車メロディーである「風は南から」、車内メロディーを収録した。
- 車内メロディーに関しては「加速がかなり進んでいるため170㎞、または180㎞あるとこでリズム感をいれている。」という向谷の言がある。

## ゲームシステム
九州新幹線800系電車とその運転台や計器類、D-ATC(KS-ATC)による列車の拳動を忠実に再現している。実写映像を用いた最高260km/hでの高速運転を初めて実現した。
在来線では787系電車によるリレーつばめ、新幹線開業後に廃止となった特急つばめ（八代～水俣間）を運転できる。また、ダイヤによって途中、八代駅・新八代駅へと分岐が異なるため、鹿児島本線・肥薩おれんじ鉄道線（八代～水俣）とアプローチ線である副本線（千丁～新八代）の両方を別途収録している。新幹線・在来線共にデッドセクションも再現がなされている。（新幹線では標識は無いが、セクション通過時に一時的にモータへの通電が止まるので確認できる）
通常の運転を行う運転モードと、試験を行いその運転評価を行う試験モードがある。また全ての試験を優で合格するとタイムアタックモードが登場し、JRの公式最速記録に挑むことができる。

### 運転可能の車両と路線
- 九州新幹線800系つばめ 新八代～鹿児島中央
  - ノンストップ列車
  - 速達停車（途中川内駅のみ停車）
  - 各駅停車
- タイムアタックつばめ

隠しダイヤとして登場。ノンストップつばめを用いて、JRの公式最速記録である32分56秒に挑むモード。如何に早く鹿児島中央駅に到着できるかを競うタイムアタックモード。全ての試験を優で合格すると新たに試験モードの一覧に追加される。
- 787系特急つばめ 
  - リレーつばめ 熊本～新八代（新幹線乗り換えホーム）
  - つばめ13号 熊本～八代～水俣

## 備考
- 九州新幹線800系つばめの各駅停車編では早朝であるため夜間運行となるが、出水駅から映像が徐々に明るくなっていく。
- 787系特急つばめ編は熊本駅から発車し、熊本操車場から新八代手前まで雨模様となっているので、多少映像に見苦しい点が見られる。また、つばめ13号編（熊本～新八代）の「熊本、定時発車」の運転士喚呼に聞き取りづらい点がある[1]。
- 九州新幹線専用ノッチギアカセットを使用することにより、マルチトレインコントローラ (通称:MTC)が使用できる。…（800系はP13-B7のノッチギア、787系はP5-B7のノッチギアを使用）
- 動作補償外になるが、PS2用の電車でGO!新幹線 専用コントローラも使用出来る。コントローラのデジタル表示も作動する。
- シリアル－USB変換ケーブルを用いる事により、Master Controller for Train Simulator II|TSマスコン2も使用出来るが、マスコンのノッチが足りないので、787系つばめのみ実質運転可能。…（力行5段・常用7段にセットで使用）。
- 現在は生産終了のため、発売されていない（九州新幹線専用ノッチギアカセットも同様）。
- 2011年3月12日九州新幹線鹿児島ルート全線開業に伴い、787系によるリレーつばめ号も全て廃止された。また「つばめ」は各駅停車用の列車名となったほか、車内メロディー・発車メロディー共に向谷実が新規で作曲したものに刷新されたため、「風は南から」を用いたものは聞くことが出来なくなった。